# Canvas (Robert Glasper)
Canvas è il secondo album in studio del musicista statunitense Robert Glasper, pubblicato nel 2005.

## Tracce
Tutte le tracce sono state scritte da Robert Glasper, eccetto dove indicato.

1. Rise and Shine – 7:37
2. Canvas – 9:57
3. Portrait of an Angel – 5:24
4. Enoch's Meditation – 8:12
5. Centelude – 1:06
6. Jelly's da Beener – 7:46
7. Chant – 8:17
8. Riot – 6:20 (Herbie Hancock)
9. North Portland – 5:51
10. I Remember – 5:58

## Formazione
- Robert Glasper – piano
- Vicente Archer – basso
- Damion Reid – batteria
- Mark Turner – sassofono tenore (tracce 2, 8)
- Bilal – voce (tracce 7, 10)